# Ciao Amici!
『Ciao Amici!』（チャオ アミーチ）は、FM802で2018年4月2日から2019年9月30日まで放送されていたラジオ番組。

## 概要
2018年4月に行われた改編により始まった番組。
日本人とイタリア人とのハーフでもあるDJの野村雅夫にちなんで、イタリア語に由来するタイトルが付けられている。なお、「Amici」とはイタリア語で「友達」という意味があり、「Ciao Amici」は「やぁ、友達!」という意味合いがある。
一部、野村が担当していた前番組『Ciao! MUSICA』（金曜12:00 - 18:00）から引き継がれたコーナーもあった。
2019年9月30日をもって当番組は終了。野村は同年10月1日からFM COCOLO（FM802が1局2波で放送）に移り、『HIRO T'S AMUSIC MORNING』の後番組『CIAO 765』を担当することになった。

## 放送時間
毎週月曜 - 木曜 17:00 - 19:00

## DJ
- 野村雅夫

## タイムテーブル
- 17:20 - 17:30 109シネマズDolce vita（木曜日）

野村が映画を短評するとともに、Twitterで寄せられたリスナーからの感想も紹介する。『Ciao! MUSICA』時代の「109シネマズ　FRIDAY NEW CINEMA CLUB」を引き継いでいる。